# Varquians
Els varquians (en llatí varciani, en grec antic Οὐαρκιανοί) eren un poble il·liri de l'alta Pannònia que mencionen Plini el vell i Claudi Ptolemeu, dels que no se'n sap res, sinó que van ocupar la part occidental d'Eslavònia.